# 磨齒穴麗魚
磨齒穴麗魚，為輻鰭魚綱鱸形目隆頭魚亞目慈鯛科的其中一種，被IUCN列為瀕危保育類動物，分布於非洲尚比亞Luongo河流域，體長可達13.3公分，棲息在中底層水域，生活習性不明。